# Kenney Nunatak
Kenney Nunatak är en nunatak i Antarktis. Den ligger i Östantarktis. Nya Zeeland gör anspråk på området. Toppen på Kenney Nunatak är 1 891 meter över havet.
Terrängen runt Kenney Nunatak är huvudsakligen kuperad, men norrut är den bergig. Trakten är obefolkad. Det finns inga samhällen i närheten. 